# Francesco Deutsch
Francesco Deutsch (fl. XX secolo) è stato un calciatore italiano, di ruolo difensore.

## Carriera
Con la Lucchese disputa 13 gare nel campionato di Prima Divisione 1922-1923.
In seguito milita nell'Itala Gradisca.